# Antrakobunidy
Antrakobunidy (Anthracobunidae) – była to grupa najwcześniejszych pratrąbowców. Zasiedlały obszary Afryki i Azji w paleocenie i eocenie. 
Najpierwotniejszym gatunkiem w tej rodzinie jest Nakusia shahrigensis. Rodzaj Minchenella został opisany na podstawie dolnej szczęki z osadów późnopaleoceńskich. Nie wiadomo nic więcej o budowie ciała tego gatunku. Przypuszczalnie może to być najbardziej prawdopodobny wspólny przodek embritopodów i późniejszych trąbowców. 
Phenacolophus był niewielkim antrakobunidem z wczesnego eocenu. Nieco lepiej poznanym rodzajem jest Pilgrimella posiadająca na trzonowcach masywne guzki. Do rodzaju Anthracobune zaliczono trzy gatunki niewielkich, ziemnowodnych ssaków. Jozaria palustris jest najprawdopodobniej wspólnym przodkiem moeriteriów, baryteriów i bardziej zaawansowanych trąbowców.